# Ante Nazor
Ante Nazor (Spalato, 30 novembre 1978) è un allenatore di pallacanestro croato.

## Palmarès
- Campionato macedone: 1

MZT Skopje: 2016-17